# シェアハウスの恋人
『シェアハウスの恋人』（シェアハウスのこいびと）は、日本テレビ系列の『水曜ドラマ』枠（毎週水曜日22:00 - 22:54、JST）で2013年1月16日から3月13日まで放送された日本のテレビドラマ。主演は水川あさみ。
キャッチコピーは「もう二度と恋なんてしないと思っていた。」。

## あらすじ
津山汐は、偶然シェアハウスで同居することになった妻子持ちの櫻井雪哉に恋心を抱くが、その彼は自分が男性好きだと思い込み川木辰平に告白。一方、告白された川木は汐に惹かれていくという三角関係のドタバタなラブストーリー。
COPiO本社経理部からCOPiO販売浦島営業所に転勤の内示を受けた日、汐は夜のコンビニでアルバイトをしていた雪哉と出会う。釣銭を受け取る時に彼と手が触れてしまい、汐は久しぶりに男性にときめいてしまう。
また、海岸で全裸状態の辰平と出会い、かわいそうな変態だと勘違いして今まで大事にしてきたマフラーをあげる。
そして、母親と暮らす長野の家から父親を探すために家出してきた雪哉の息子・空知（そらち）に入学式までに雪哉を格好いい父親に戻すことを約束してしまう。

## キャスト

### シェアハウスTERRA
津山 汐（つやま しお）〈30〉
演 - 水川あさみ
事務用機器販売会社に正社員として勤務するOL。
優柔不断で要領の悪い性格を変えるため、転勤先で見つけたシェアハウスで新しい生活を始める。
川木 辰平（かわき たっぺい）〈38〉
演 - 大泉洋（TEAM NACS）
スーパー店員。宇宙人。汐とは以前おかしな出会い方をしたが、彼女は全く覚えていなかった。純真無垢で心優しく、人間と打ち解けるのが得意。
仕事場でも物覚えがよく業務はそつなくこなすが、言葉の言い間違いが多く、スマートフォンを知らなかったり流行のものに疎い部分がある。
櫻井 雪哉（さくらい ゆきや）〈40〉
演 - 谷原章介
フリーター。以前はエリートサラリーマンだったが職も家族も捨て蒸発する。失踪後はコンビニでアルバイトをしていたが、短気な性格から、すぐクビになってしまう。
自暴自棄になり自殺を試みたところを汐・辰平に救われ、シェアハウスで暮らすことになる。

### 汐・雪哉の家族
津山 凪（つやま なぎ）
演 - 中島裕翔（Hey! Say! JUMP）
汐の弟。城南学院大学に通う学生。教師志望。姉がシェアハウスに住むことを反対している。
綿野 カオル
演 - 川口春奈
凪の彼女。凪同様教師を志望している。空知が東京で暮らしていたときにピアノを教えていた。
櫻井 空知
演 - 君野夢真
雪哉の息子。現在は東京を離れて、長野で母親と一緒に暮らしている。
櫻井 真希
演 - 須藤理彩
雪哉の妻。空知の母親。雪哉失踪後は、空知を連れて長野に帰郷し、実家の牧場を手伝っている。

### COPiO販売浦島営業所
望月 メグ
演 - 木南晴夏
汐の後輩。親会社の専務である父のコネを使って入社した。仕事への熱意はなく、ほとんどの業務に対して漫然としていたが、終盤はなぜかやる気を出し、意外な高い営業能力を露わにする。
松野 孝太郎
演 - 田中登志哉
桧 太助
演 - 瀬戸将哉
杉ノ原 二朗
演 - 半海一晃

### その他
山吹さん〈40〉
演 - 三浦理恵子（第1・最終話）
派遣社員。元シェアハウス住民。自分のネガティブな発言で自己嫌悪に陥り、よく涙を流していたが、汐たちがいないときに彼氏をシェアハウスに呼び、平然とした顔で悪口を言っていた。
寺坂 香苗
演 - もたいまさこ
辰平の同僚。自称・火星人。辰平が年齢の割に世間の流行に疎いことが気になり、前科者ではないかと疑っている。大（まさる）という孫がいる。

### ゲスト

#### 第1話
コンビニエンスストア店長
演 - ケンドーコバヤシ
雪哉がアルバイトをしていたコンビニの店長。
役名不明
演 - 河野真也（オクラホマ）

#### 第3 - 4話
福井 大（ふくい まさる）〈8〉
演 - 鈴木福
香苗の孫。月丘小学校2年2組。両親とも共働きで出張に行ってしまい、寺坂も歌舞伎の追っかけで面倒が見られなくなり、日曜までの約束で祖母の同僚・辰平が暮らすシェアハウスでお世話になる。
根岸
演 - 吉沢亮
凪・カオルの大学の同級生。口が悪く相手を見下したような態度をとる。
葛城
演 - 浅野和之（第3話）
COPiOと取引がある旅行代理店の責任者。

#### 第6話
楠木 秋穂
演 - 工藤里紗（第2話）
汐が勝負下着を購入したランジェリー・ショップ店員。大久保と交際して3年目を迎える。
大久保
演 - 林泰文
3年前に汐と別れた元彼氏。別れる際、仕事に集中するためと嘘をついていた。

#### 第7話
倉木 明海
演 - 黒沢かずこ（森三中）
にっこり弁当社員。一人では対応しきれないほど店が立て込んでいたときに、配達にきた雪哉に助けてもらったことで、彼に恋心を抱くようになる。

#### 第8話
望月 恵一
演 - 野添義弘
COPiO専務。メグの父親。新規契約を50件取ることが出来れば、浦島営業所閉鎖の件は白紙に戻るのではないかと汐にアドバイスする。
沼田
演 - 戸次重幸（TEAM NACS）
アイビーコミュニケート社員。コピー機の営業に来た汐を気に入り、商品に興味を示す振りをして飲みに誘い、酒の力を借りて彼女の身体を触るなどのセクハラ行為に走る。

## スタッフ
- 脚本 - 水橋文美江、山岡真介
- 音楽 - 菅野祐悟
- 演出 - 南雲聖一、吉野洋、中島悟
- 主題歌 - 絢香「beautiful」（A stAtion）
- 挿入歌 - CROSS GENE「Shooting Star」（ユニバーサルJ）
- 演出補 - 山田信義
- 音楽プロデューサー - 志田博英
- 美術デザイン：柳谷雅美、高野雅裕
- タイトルバック - 中村哲平
- 劇中料理 - 赤堀博美
- 劇中劇指導 - 二宮陽子（第4話）
- ケチュア語指導 - マリオアタパウカル、矢島千恵子
- 統括 - 神蔵克
- チーフプロデューサー - 大平太
- プロデューサー - 櫨山裕子、内山雅博
- 協力プロデューサー - 福井宏、大倉寛子
- アシスタントプロデューサー - 杉山葉香
- 制作協力 - オフィスクレッシェンド
- 製作著作 - 日本テレビ

## 放送日程
| 話数                                                      | 放送日  | サブタイトル                                   | 演出     | 視聴率 |
| --------------------------------------------------------- | ------- | ---------------------------------------------- | -------- | ------ |
| 第1話                                                     | 1月16日 | ひとりぼっち30女が共同生活...恋の予感と2人の男 | 南雲聖一 | 11.6%  |
| 第2話                                                     | 1月23日 | 三角関係!?共同生活のルール                     | 南雲聖一 | 09.6%  |
| 第3話                                                     | 1月30日 | 頑張る私に幸せを!逆ギレ30歳                    | 吉野洋   | 07.4%  |
| 第4話                                                     | 2月06日 | 父親失格?嘘つき子供涙の学芸会                  | 中島悟   | 06.8%  |
| 第5話                                                     | 2月13日 | 遂に告白!三角関係危険なバレンタイン            | 南雲聖一 | 09.2%  |
| 第6話                                                     | 2月20日 | 裏切り男に復讐を!愛の告白に揺れる心            | 中島悟   | 11.2%  |
| 第7話                                                     | 2月27日 | 恋ベタ女に大波乱!二人の男にラブラブ            | 南雲聖一 | 08.7%  |
| 第8話                                                     | 3月06日 | …今すぐ会いたい!ついに三角関係決着             | 中島悟   | 09.8%  |
| 最終話                                                    | 3月13日 | 別れのキス…一人で生きる幸せのルール            | 南雲聖一 | 10.2%  |
| 平均視聴率:9.5%（視聴率は関東地区・ビデオリサーチ社調べ） |         |                                                |          |        |